# 明照博章
明照 博章（みょうしょう ひろあき、1969年 9月14日 - ）は、日本の法学者。松山大学法学部教授。博士(法学)。専門は刑法。

## 人物
明治大学の川端博教授の門下生であり、松山大学での川端氏の講演を依頼するなど現在も同氏との結びつきは強い。

## 略歴
- 1989年4月 - 明治大学法学部卒業
- 1993年4月 - 明治大学大学院法学研究科博士前期課程修了
- 1998年3月 - 明治大学大学院法学研究科博士後期課程単位取得後退学
- 1998年4月 - 明治大学法学部助手
- 2001年4月 - 明治大学法学部講師 (2005年3月まで)
- 2004年4月 - 松山大学法学部助教授
- 2007年4月 - 松山大学法学部准教授
- 2010年4月-現在 - 松山大学法学部教授
- 2014年4月 - 松山大学法学部長 (2016年3月まで)
- 2016年9月 - 広島大学より学位を授与される (法学博士)。タイトルは『正当防衛権の構造』[1]。

## 論文、出版物等
- 「財産的権利等を防衛するためにした暴行が刑法36条1項にいう「やむを得ずにした行為」に当たるとされた事例 最判平21・7・16刑集63巻6号711頁、判時2097号154頁」 判例評論649号22-26頁,2013年3月
- 「新入生に対する導入教育の一資料」 愛媛法学会雑誌39巻3・4号249-264頁,2013年3月
- 「正当防衛における侵害の終了時期(1)」 松山大学論集24巻2号51-76頁,2012年6月
- 「正当防衛における侵害の終了時期（2・完）」 松山大学論集24巻3号171-194頁,2012年8月
- 「日本における独占禁止法の基本的構造と法の実現(enforcement)」(北京西山文化横断国際シンポジウム)(北方工業大学文法学院)348-395頁,2012年7月
- 「判例セレクト2001－2008」(有斐閣)290頁,2010年12月
- 「刑法における判例研究の意義―正当防衛の判例を素材として―」 松山大学論集22巻2号223-248頁,2010年6月
- 「正当防衛における「自招侵害」の意義」 法と政治の現代的諸相－松山大学法学部20周年記念論文集(株式会社ぎょうせい)355-380頁,2010年3月
- 「被告人が、自らの暴行により相手方の攻撃を招き、これに対する反撃としてした傷害行為について、正当防衛が否定された事例(最決平20・5・20)」 判例評論611号27-31頁,2010年1月
- 「建造物損壊罪の客体の一個性(1)」 松山大学論集19巻6号143-162頁,2008年2月
- 「建造物損壊罪の客体の一個性(2)」 松山大学論集20巻1号87-106頁,2008年4月
- 「建造物損壊罪の客体の一個性(3)」 松山大学論集20巻3号117-145頁,2008年8月
- 「建造物損壊罪の客体の一個性（4・完）」 松山大学論集20巻4号93-112頁,2008年10月
- 「建造物損壊罪の客体の一個性の判断方法―最決平19・3・20刑集61巻2号66頁、判時1963号160頁、判タ1237号176頁―」 法学教室(別冊付録判例セレクト2007)330号35-35頁,2008年3月
- 「正当防衛権の根拠と正当防衛の客観的要件の関係の再検討」 刑法雑誌47巻2号190-205頁,2008年1月
- 山本雅昭=明照博章「松山・徳島大学刑法研究会―学部学生による判例研究会の試み―」 松山大学論集18巻6号253-282頁,2007年2月
- 「職務質問における有形力の行使(1)」 松山大学論集17巻3号65-97頁,2005年8月
- 「職務質問における有形力の行使（2・完）」 松山大学論集17巻4号117-145頁,2005年10月
- 「嫌疑の濃厚性と職務質問の必要性の関係―最決平元・9・26判時1357号147頁，判タ736号111頁の位置づけを中心に―」 松山大学論集17巻1号331-346頁,2005年4月
- 「刑法学会探訪」 現代刑事法6巻64号112頁,2004年8月
- 川端博編著『刑法判例演習(法科大学院テキストシリーズ)』[賄賂罪(最決昭63・4・11刑集42巻4号419頁〔大阪タクシー上告審決定〕)](北樹出版)216-233頁,2004年7月
- 伊東研祐編著『はじめての刑法』[「12 クローン人間製造・臓器売買の当罰性」（169-187頁）、「14 生命と自己決定」（205-220頁）](成文堂),2004年4月
- 「対物防衛の取扱い」 現代刑事法5巻56号55-59頁,2003年12月
- 「刑法学会探訪」 現代刑事法5巻8号(52号)86-87頁,2003年8月
- 「偶然防衛の処理」 三原憲三先生古稀祝賀論文集(成文堂)377-397頁,2002年11月
- 「刑法学会探訪」 現代刑事法4巻8号(40号)48-49頁,2002年8月
- 「けん銃で武装した他の暴力団からの襲撃に対して、現場に駆け付けた氏名不詳者らとともに、けん銃で応戦し、襲撃者のうち二人を射殺したとの事案で、正当防衛の成立を否定した原判決の判断が維持された事例 二 裁量による未決勾留日数の本刑算入が過少であるとして、原判決の量刑が不当に重いとされた事例 －大阪高判平13・1・30判時1745号150頁－」 現代刑事法4巻2号(34号）82-86頁,2002年2月
- 「正当防衛における防衛意思の要否－わが国の議論を中心に－」 明治大学社会科学研究所紀要40巻1号21-31頁,2001年10月
- 「防衛意思の内容について」 明治大学法律論叢73巻6号1-80頁,2001年3月
- 「防衛意思の要否について－シュペンデルの所説を中心に－」 明治大学法律論叢73巻2・3号299-364頁,2000年11月
- 「わが国の判例における積極的加害意思の急迫性に及ぼす影響について」 明治大学法律論叢72巻5号127-176頁,2000年2月
- 「積極的加害意思が急迫性に及ぼす影響について」 明治大学法律論叢72巻1号45-91頁,1999年7月
- 「正当防衛における侵害の開始時期について」 法学研究論集8号71-88頁,1998年2月
- 「原因において自由な行為の法理の適用範囲について－限定責任能力の場合および実行行為の途中で責任無能力・限定責任能力となった場合－」 法学研究論集7号55-73頁,1997年9月
- 「原因において自由な行為の適用範囲－故意犯の場合・過失犯の場合について－」 法学研究論集6号345-362頁,1997年2月
- 「原因において自由な行為の可罰性の根拠について」 法学研究論集5号255-271頁,1996年9月